# 福星高照猪八戒
福星高照猪八戒是一部中国古装神话剧。是猪八戒系列电视剧的第二部(第一部是《春光灿烂猪八戒》，第三部是《喜气洋洋猪八戒》)。本剧是《春光灿烂猪八戒》的续篇，于2003年9月开始拍摄，其故事情节仍然根据猪八戒的种种民间传说改编而成，于2004年5月10日在广州电视台34频道首次播出，其后在各地方电视台广泛播出。

## 简介
- 在《春光灿烂猪八戒》最后一集，小龙女为了龙宫牺牲了自己，猪八戒痛苦不己，无法忘怀。偶然机会下，猪八戒误认为铁扇是转世的小龙女，又一串精彩的故事开始了……
- 本剧共40集，共有3个单元：

1. 三打情圣牛魔王
2. 老鼠爱上猪
3. 猪王争霸(又名：影子猪)

## 演员表
- 黄海波饰猪八戒、影子猪
- 韩雪饰铁扇
- 王学兵饰牛魔王
- 杨若兮饰金花公主，翠 花
- 范冰冰饰锦毛鼠
- 胡可饰珠珠
- 黄海冰饰玉皇大帝
- 孔琳饰拈花王后
- 高宝宝饰王母
- 谢园饰托塔天王
- 汪洋饰月老
- 钟超饰二郎神
- 熊艺彬饰孙悟空
- 章艳敏饰铁扫
- 董春晖饰哼将
- 梁超饰哈将
- 吴向阳饰文殊菩萨
- 德力格尔饰猎人王
- 刘军饰母象妖
- 西丽波香饰花牵牛

## 主创
- 出品公司：苏州福纳文化科技股份有限公司、湖北电视台
- 出品人：唐源涛、范小天
- 原著：李天泽
- 编剧：天空创作室
- 导演：梦继、王永
- 宣传总监：海尼

## 本剧音乐
- 《好春光》（主题曲）
- 《想起》（韩雪演唱）
- 《明天》（大地乐团演唱）
- 《出发》（大地乐团演唱）
- 《这一颗心》
- 《开心就好》（王学兵、韩雪演唱）
- 《飘摇》（周迅演唱）